# Berári Szultanátus
A Berári Szultanátus egyike volt annak az öt közép-indiai szultánságnak, amely a Bahmani Szultanátusból alakult ki. 1490-ben alapították és 1574-ig létezett, amikor az Ahmednagari Szultanátus leigázta. A fővárosa Ellichpur volt. Első uralkodója Fatullah Imád-ul-Mulk, aki megalapította az Imád-dinasztiát.

## Története
Berár (वर्हाड) egyike volt a dekkáni szultanátusoknak. A Bahmani Szultanátus szétesése után alakult 1490-ben. Fővárosa Elichpur, területe 29 340 km² volt. Nevének (Berár vagy maráthi nyelven Varhad) eredete nem ismert. Valószínűleg a Vidarbha dekkáni királyság rossz kiejtéséből fejlődött ki, amely a Mahábháratából ismert. 
Az első hiteles feljegyzések azt bizonyítják, hogy az Andhra, vagy más néven a Szatavahana Birodalom része volt ez a terület. A Csálukják bukását követően a 12. században Berár a Jadava királyság befolyása alá került és ott is maradt a 13. század végéig, a muszlim invázióig. Amikor megalakult a Bahmani Szultanátus 1348-ban, Berár egyike lett a királyság 5 tartományának. Magas rangú nemesek igazgatták, akiknek saját hadseregük volt. Ennek a rendszernek a veszélyei akkor váltak nyilvánvalóvá, amikor a tartományt két új tartományra osztották Gavil és Mahur fővárosokkal. A Bahmani Szultanátus azonban ekkor már hanyatlóban volt.
1490-ben, a Bahmani szultanátus széthullásakor Fatullah Imád-ul-Mulk, Gavil kormányzója, aki azelőtt egész Berárt irányította, kikiáltotta függetlenségét és megalapította az Imád-dinasztiát és a Berári Szultanátust. Az új királyságához csatolta Mahurt, és a fővárosát Ellichpurba helyezte. Imád-ul-Mulk kannada anyanyelvű hindu volt eredetileg, de még gyermekként elfogták az egyik Vidzsajanagari Birodalom elleni hadjáratban és muszlimnak nevelték. Gavilgad és Narnala erődjeit is ő erősítette meg.
1504-ben halt meg és utódja, Ala-ud-din, Bahadúr gudzsaráti sah segítségével ellenállt az ahmednagari támadásnak. A következő uralkodó a sorban Dárja volt, aki Bidzsápur szövetségét kereste, hogy megelőzze az ahmednagari támadást, de sikertelenül. 1568-ban Burhan Imád sahot megbuktatta minisztere, Tufal kán, és elfoglalta a királyságot. Ez megfelelő ürügy volt Murtaza Nizám sahnak Ahmednagarból, hogy elfoglalja Berárt, bebörtönözze és kivégeztesse Tufal kánt, afiát Samszul Mulkot, valamint a volt királyt Burhant, és az Ahmednagari Szultanátushoz csatolta a Berári Szultanátust.

## Fordítás
Ez a szócikk részben vagy egészben  a   Berar_Sultanate című angol Wikipédia-szócikk ezen változatának fordításán alapul.  Az eredeti cikk szerkesztőit annak laptörténete sorolja fel. Ez a jelzés csupán a megfogalmazás eredetét és a szerzői jogokat jelzi, nem szolgál a cikkben szereplő információk forrásmegjelöléseként.